# A503 (motorväg, Belgien)

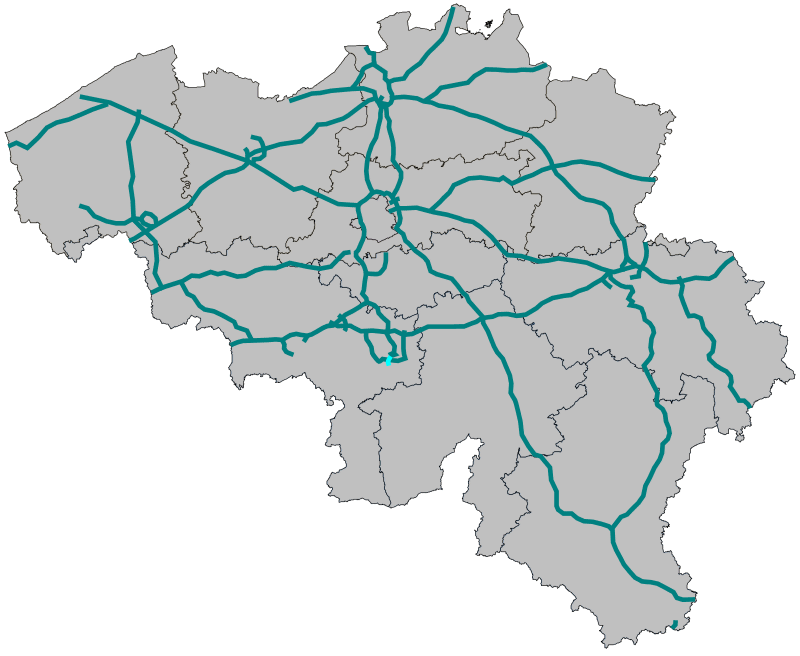
A503 (Belgien)

A503 är en motorväg i Belgien som går mellan Charleroi och Marcinelle.